# Hirudinea
Hirudinea este o clasă de viermi din încrengătura anelidelor, cu corpul segmentat, turtit dorsoventral, cu câte o ventuză la extremități, care trăiesc în apă dulce și sug sânge. Lipitoarea este tipul reprezentativ, unele specii de lipitori ca (Hirudo medicinalis), sunt folosite în medicină, în trecut erau folosite la tratarea diferitelor boli. Arealul de răspândire este Europa, Africa de Nord și Asia Mică. Hirudo medicinalis se poate confunda ușor cu lipitoarea ungară (Hirudo verbana), care era la fel folosită în tratamente. În sălbăticie, această specie ca orice altă specie de lipitori, se pune pe victimă, se fixează pe ea cu ajutorul dinților minusculi și îi bea sângele până când își umple complet organismul de sânge urmând ca mai apoi să cadă de pe victimă din cauza incapabilității de a mai sta pe ea și rămâne nemișcată pentru o vreme. Mușcătura ei este descrisă ca fiind asemănătoare cu înțepătura unei albine de miere. Deplasarea ei este la fel cu cea a unui vierme obișnuit.